# Tatung Einstein

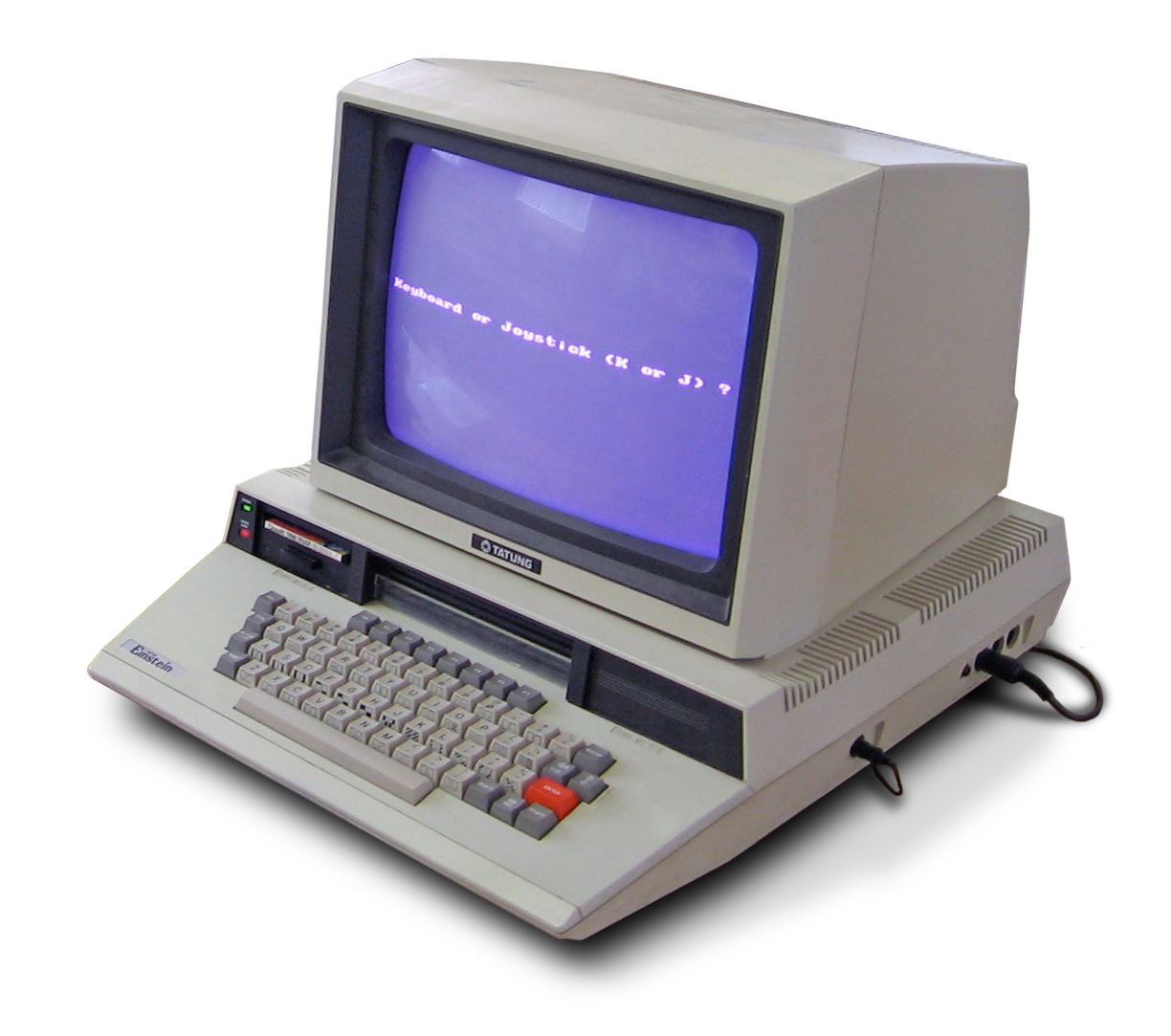

Der Tatung Einstein TC-01 war ein 8-Bit Home- und Personal Computer, der von der taiwanischen Firma Tatung im englischen Bradford  entwickelt, jedoch in Telford, England produziert wurde. Der Rechner war im Wesentlichen für den Betrieb in kleinen Unternehmen ausgelegt. Obwohl der Rechner von der Hardware-Ausstattung nah an den MSX-Standard angelehnt war, war das Gerät nicht mit diesem kompatibel.
Der Einstein wurde in England im Oktober 1984 auf den Markt gebracht, 5.000 Exemplare wurden später im Jahr nach Taipeh exportiert. Als Zubehör wurden ein Tatung-Monitor (Monochrome oder Color) und ein Drucker angeboten. Er war vergleichsweise groß und das Gehäuse bot die Möglichkeit, in das Gerät ein oder zwei Floppy-Disk-Laufwerke (Größe: 3 Inch) einzubauen, die von der Firma Hitachi hergestellt wurden. Zur damaligen Zeit war ein Floppylaufwerk unüblich, da die Daten eines Homecomputers zumeist auf einem Kassettenlaufwerk gespeichert wurden. Der Rechner besaß ein CP/M-kompatibles Betriebssystem (Xtal) und wurde mit einem BASIC-Interpreter ausgeliefert. In die Oberseite des Gehäuses war eine Vertiefung eingelassen, in die ein entsprechender Monitor gestellt werden konnte, um so einen optimalen Bildschirmabstand zum Benutzer des Rechners zu gewährleisten. Das Gerät wurde zum Start zu einem Preis von 499 englischen Pfund verkauft.
Weil er teurer war als die Konkurrenzprodukte und weil er keine Anwendungsnische bediente, wurde der Tatung Einstein wirtschaftlich kein Erfolg. Auch das Nachfolgegerät Tatung Einstein 256 war nicht erfolgreich.

## Technik
- CPU: Zilog Z80A @ 4 MHz
- RAM: 64 KB System RAM; 16 KB Video RAM
- Video: Texas Instruments TMS9918 mit 16 Farben, 32 Sprites
- Audio: AY-3-8910, 3 Stimmen und 8 Oktaven

## Magazine
Es gab eine Reihe von Printmedien, die sich mit dem Tatung Einstein beschäftigt haben. In erster Linie handelte es sich hierbei um englischsprachige Magazine, die von sogenannten User Groups in Eigenregie herausgegeben worden waren.

## Emulator
Für den Tatung Einstein gibt es bislang (September 2020) noch keinen eigenständigen Emulator, jedoch ist MAME seit 2009 in der Lage, diesen Rechner nachzubilden.